# Amanung
Amanung, o també citat erròniament com Amanur, fou un religiós hispanovisigot, bisbe d'Àvila aproximadament entre 650 i 660.
Apareix documentat al VIII Concili de Toledo, al qual assistí el 653, i signant dels Cànons com a Abelensis Episcopus en la posició 33a, per davant de 19 prelats, pel que es creu que hauria estat consagrat vers l'any 650. Va assistir també al X Concili de Toledo el 656, segons el que Enrique Flórez comenta de les còpies dels còdexs conciliars existents a la Biblioteca Reial del monestir d'El Escorial i a les de Toledo, relatant la dificultat quan no apareixen els subscriptors dels cànons conciliars. En aquest nou concili, Amanung apareix com a signant en la posició número 24, pel que pot ser creïble, en ser aquest de caràcter general per al regne de Toledo. Enrique Flórez també esmenta que probablement va assistir també al Concili Provincial Emeritense, celebrat en temps del rei Recesvint i de l'arquebisbe de Mèrida Oronci vers l'any 656.